# Wydział Teatru Tańca w Bytomiu Akademii Sztuk Teatralnych im. Stanisława Wyspiańskiego w Krakowie
Wydział Teatru Tańca w Bytomiu Akademii Sztuk Teatralnych im. Stanisława Wyspiańskiego w Krakowie (skrót: WTT) – jeden z pięciu wydziałów Akademii Sztuk Teatralnych im. Stanisława Wyspiańskiego w Krakowie (skrót: AST). Jest jedynym wydziałem Filii w Bytomiu krakowskiej uczelni. Siedziba Filii i Wydziału mieści się w Bytomiu przy ul. Piłsudskiego 24a, w gmachu-oficynie przylegającym do siedziby Wydziału Zdrowia Publicznego w Bytomiu Śląskiego Uniwersytetu Medycznego.

## Historia
Inicjatorem powstania Wydziału był dr Jacek Łumiński, który w 1991 założył w Bytomiu Śląski Teatr Tańca (istniał do 2013, a w jego miejsce utworzono nową instytucję kultury – Bytomski Teatr Tańca i Ruchu Rozbark). Historia Wydziału Teatru Tańca Państwowej Wyższej Szkoły Teatralnej w Krakowie (skrót: PWST; dzisiejszej Akademii Sztuk Teatralnych) rozpoczęła się w 2006, gdy wspólny list intencyjnych podpisali: prof. Jerzy Stuhr (rektor krakowskiej uczelni), dr Jacek Łumiński (dyrektor Śląskiego Teatru Tańca) oraz prezydent Bytomia Krzysztof Wójcik. Studia o specjalności aktor teatru tańca otwarto w początkiem roku akademickiego 2007/2008 w Krakowie, w ramach Wydziału Aktorskiego PWST, a w następnym roku (2008/2009) przeniesiono do Bytomia. 
W 2018 WTT obchodził dziesięciolecie swojej działalności. 7 maja 2018 Senat AST podjął uchwałę o zawieszeniu rekrutacji na studia aktorskie na Wydziale Teatru Tańca w Bytomiu w roku akademickim 2019–2020 i na lata następne. Wydział miał zostać zlikwidowany, a w następnych latach edukacja w zakresie aktor teatru tańca miała być prowadzona w ramach Wydziału Aktorskiego w Krakowie. Po licznych protestach problemy z utrzymaniem w Bytomiu Wydziału zostały rozwiązane, w efekcie czego przywrócono przyjmowanie studentek i studentów (w roku akademickim 2022/2023 przyjęto ich 20). 
Od 2013 Wydział Teatru Tańca współpracuje z Bytomskim Teatrem Tańca i Ruchu Rozbark.  W latach 2008–2013 Wydział współpracował w podobnym zakresie ze Śląskim Teatrem Tańca. Od roku 2024 trwają prace nad stworzeniem sali widowiskowej w siedzibie Filii.  

## Kierunek studiów
- kierunek: aktorstwo, specjalność: aktor teatru tańca (jednolite magisterskie, 9 semestrów [4,5 roku])[2]

## Władze Wydziału
Kadencja 2024–2028: 
- Dziekan: dr hab. Przemysław Kania, prof. AST
- Prodziekan: dr Sylwia Hefczyńska-Lewandowska